# Władimir Dżanibekow

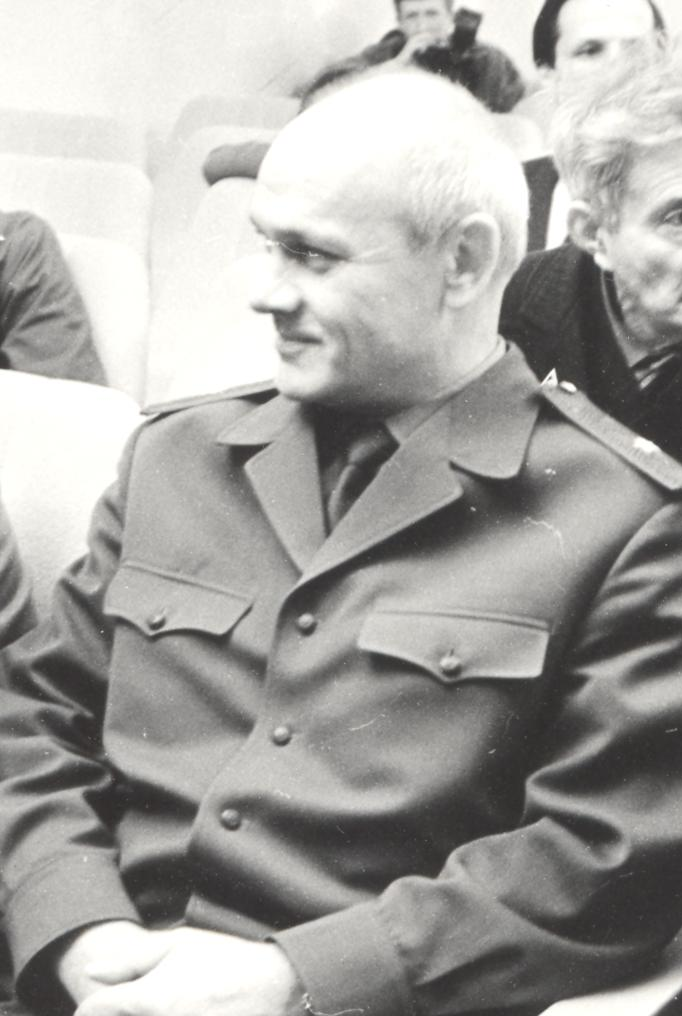
Władimir Dżanibekow

Władimir Aleksandrowicz Dżanibekow, ros. Владимир Александрович Джанибеков (ur. jako Władimir Aleksandrowicz Krysin 13 maja 1942 w przysiółku Iskander, obwód taszkencki, Uzbecka SRR) – radziecki kosmonauta, generał major lotnictwa, dwukrotny Bohater Związku Radzieckiego (1978, 1981), Lotnik Kosmonauta ZSRR, Bohater Mongolskiej Republiki Ludowej.

## Życiorys

### Wykształcenie i służba wojskowa
- 1960 – po ukończeniu szkoły średniej próbował dostać się do wojskowej szkoły lotniczej, ale nie został przyjęty. Przez rok studiował na wydziale astrofizyki Państwowego Uniwersytetu (Instytutu) w Leningradzie, a później został słuchaczem Wojskowej Wyższej Szkoły Lotniczej w Jejsku.
- 1965 – 1970 – po zakończeniu nauki (z wyróżnieniem) został pilotem-instruktorem Su-7 w szkolnym pułku lotniczym tej uczelni.
- 1997 – 7 sierpnia rozkazem Ministra Obrony został przeniesiony do rezerwy z uwagi na osiągnięty wiek.

### Kariera kosmonauty i służba w Centrum Przygotowań Kosmonautów
- 1970 – 27 kwietnia został przyjęty do oddziału kosmonautów. Razem z Dżanibekowem dostało się do niego jeszcze ośmiu innych pilotów wojskowych (nabór WWS-5).
- 1972 – w lipcu zakończył podstawowe szkolenie przygotowujące do lotów w kosmos na statkach typu Sojuz oraz stacji kosmicznej Salut. Później został skierowany do grupy kosmonautów szkolonych na potrzeby programu Spiral. Był w niej do grudnia 1972, tj. do momentu rozpoczęcia szkolenia przez grupę kosmonautów przewidzianych do udziału w radziecko-amerykańskim projekcie ASTP.
- 1973–1975 – w maju 1973 został dowódcą jednej z trzech rezerwowych załóg przygotowujących się do lotu w ramach programu ASTP. Inżynierem pokładowym został Borys Andriejew(inne języki). Wówczas po raz pierwszy w historii radzieckich lotów załogowych zostały opublikowane składy wszystkich 4 załóg szkolonych do tej misji, w tym nazwiska kosmonautów, którzy jeszcze nigdy nie byli w kosmosie. W lipcu 1973 Dżanibekow przeszedł szkolenie w Stanach Zjednoczonych w JSC. W grudniu 1974 był dublerem Anatolija Filipczenki – dowódcy Sojuza 16. Lot ten był próbą generalną przed misją ASTP. W lipcu 1975 razem z Borysem Andriejewem był w czwartej (rezerwowej) załodze Sojuza-19, który poleciał w kosmos na spotkanie amerykańskiego statku Apollo. Później rozpoczął przygotowania do lotu na pokład stacji kosmicznej Salut.
- 1976–1978 – wspólnie z Piotrem Kołodinem jako inżynierem pokładowym trenował do pierwszej krótkotrwałej misji na stację kosmiczną Salut 6. Jesienią 1977 załogę przeformowano. Miejsce Kołodina zajął Oleg Makarow, z którym od 10 do 16 stycznia 1978 uczestniczył w locie kosmicznym na pokładzie Sojuza 27 i stacji kosmicznej.
- 1978–1981 – od listopada 1978 uczestniczył w przygotowaniach do lotu w ramach programu Interkosmos. Był dowódcą rezerwowej radziecko-węgierskiej załogi. Razem z nim szkolenie przechodził węgierski kandydat do tego lotu – Béla Magyari(inne języki). Z uwagi na niepowodzenie radziecko-bułgarskiej wyprawy Sojuza 33 lot został przełożony i odbył się ostatecznie w maju 1980. Dżanibekow był dublerem dowódcy Sojuza 36 – Walerija Kubasowa. Od jesieni 1980 rozpoczął szkolenie w składzie radziecko-mongolskiej załogi. Ta misja była również realizowana pod firmą programu Interkosmos. Lot odbył się w marcu 1981. Dżanibekow był dowódcą Sojuza 39, a funkcję kosmonauty-badacza pełnił mongolski kosmonauta Dżügderdemidijn Gürragczaa. W lipcu 1981 wspólnie z Aleksandrem Aleksandrowem został wyznaczony do rezerwowej załogi pierwszej stałej ekspedycji na stację Salut 7.
- 1982 – na przełomie czerwca i lutego dowodził radziecko-francuskim lotem Sojuza T-6. Przygotowania do misji rozpoczął w styczniu po tym jak zachorował pierwotnie nominowany do pierwszej załogi Jurij Małyszew. W składzie załogi znaleźli się też Aleksandr Iwanczenkow oraz obywatel Francji Jean-Loup Chrétien
- 1983 – od kwietnia do października razem z Musą Manarowem szkolili się jako dublerzy trzeciej stałej ekspedycji na stację Salut 7. Później załogę rozformowano. 19 listopada został zastępcą komendanta oddziału kosmonautów Centrum Przygotowań w Gwiezdnym Miasteczku.
- 1984 – w lipcu był dowódcą misji Sojuz T-12, do której przygotowywał się od ponad pół roku. Razem z nim w kosmos polecieli Swietłana Sawicka i Igor Wołk.
- 1985 – od czerwca do września razem z Wiktorem Sawinychem wziął udział w misji ratunkowej Sojuza T-13, która pomyślnie przywróciła funkcjonowanie stacji Salut 7.
- 1986 – 24 czerwca opuścił korpus kosmonautów, ponieważ został mianowany zastępcą naczelnika 1 zarządu w Centrum Przygotowań Kosmonautów, który zajmował się przygotowaniem kosmonautów.
- 1988-1997 – 20 lipca 1988 powierzono mu funkcję naczelnika wspomnianego zarządu. Pełnił ją aż do 7 sierpnia 1997.

### Po opuszczeniu oddziału kosmonautów
Po zakończeniu służby wojskowej, w latach 1999–2000 był starszym pracownikiem naukowym w Centrum Przygotowań Kosmonautów. Później zajął się m.in. działalnością naukową na Uniwersytecie w Tomsku. Poza tym maluje obrazy o tematyce kosmicznej. Zaprojektował również kilka znaczków poświęconych lotom kosmicznym (dla ZSRR i USA). Był też autorem ilustracji do książki sf napisanej przez innego kosmonautę – Jurija Głazkowa.

## Loty załogowe
- Sojuz 27

Po raz pierwszy wystartował w kosmos 10 stycznia 1978 jako dowódca statku kosmicznego Sojuz 27. Misja była drugą załogową wyprawą na stację kosmiczną Salut 6. Inżynierem pokładowym podczas tego lotu był Oleg Makarow. Program lotu przewidywał m.in. przetestowanie na orbicie manewru połączenia trzech pojazdów kosmicznych (Sojuz 26-Salut 6-Sojuz 27). Dżanibekow i Makarow po przycumowaniu do stacji przenieśli swoje indywidualne fotele do Sojuza 26 pozostawiając do dyspozycji Jurija Romanienki i Gieorgija Grieczki Sojuza 27. Po zakończeniu wspólnych prac kosmonauci „załogi odwiedzającej” (była to pierwsza tego typu misja) na pokładzie Sojuza 26 w dniu 16 stycznia 1978 powrócili na Ziemię lądując w odległości ponad 260 km od miasta Celinograd w Kazachstanie. Do zwolnionego węzła cumowniczego Saluta 6 przycumował później pierwszy statek transportowy typu Progress.
- Sojuz 39

Swój drugi lot w kosmos Władimir Dżanibekow rozpoczął 22 marca 1981 na pokładzie statku kosmicznego Sojuz 39. Była to kolejna misja realizowana w ramach programu Interkosmos. Podczas tego lotu na pokładzie Sojuza znalazł się również mongolski kosmonauta-badacz Dżügderdemidijn Gürragczaa. Obaj odwiedzili na stacji Salut 6 Władimira Kowalonoka oraz Wiktora Sawinycha – stałą załogę tej stacji. W czasie wspólnego pobytu na orbicie kosmonauci zajmowali się przede wszystkim stanem technicznym Saluta. Obserwowano również z orbity terytorium Mongolii. 30 marca 1981 kapsuła z załogą osiadła na Ziemi w odległości ok. 170 km od Dżezkazganu.
- Sojuz T-6

24 czerwca 1982 w kosmos, na pokładzie Sojuza T-6, wystartowała pierwsza radziecko-francuska załoga. Poza Dżanibekowem, który był dowódcą misji, udział w niej wzięli: Aleksandr Iwanczenkow – inżynier pokładowy oraz pierwszy Francuz w kosmosie – Jean-Loup Chrétien. Z powodu awarii komputera Dżanibekow był zmuszony ręcznie przycumować do stacji. Po przejściu na pokład kompleksu orbitalnego kosmonauci rozpoczęli wykonywanie programu lotu wspólnie z przebywającą na nim stałą załogą Saluta 7 – Anatolijem Bieriezowojem oraz Walentinem Lebiediewem. Wśród przeprowadzanych wówczas eksperymentów dominowały te o charakterze medycznym. 2 lipca 1982 lądownik z kosmonautami osiadł na Ziemi około 65 km od miasta Arkałyk.
- Sojuz T-12

Do swojej czwartej misji Dżanibekow wystartował 17 lipca 1984. W dowodzonej przez niego załodze znaleźli się również: Swietłana Sawicka – inżynier pokładowy (druga radziecka kosmonautka) oraz inżynier–badacz Igor Wołk (znajdował się w grupie kosmonautów szkolących się do lotów na pokładzie wahadłowca Buran). Po połączeniu się Sojuza ze stacją Salut 7, na której pracowali: Leonid Kizim, Władimir Sołowjow oraz Oleg At´kow, obie załogi wykonały szereg badań i eksperymentów. 25 lipca Dżanibekow i Sawicka przez ponad 3,5 godziny pracowali na zewnątrz zespołu orbitalnego. W tym czasie wykonali m.in. eksperyment polegający na cięciu i spawaniu próbek różnych metali. Lądowanie, które miało miejsce 25 lipca 1984, zakończyło się pomyślnie i statek z kosmonautami wylądował w odległości 140 km od Dżezkazganu.
- Sojuz T-13

Do ostatniego, piątego lotu, Dżanibekow został wyznaczony z uwagi na posiadane doświadczenie oraz wysokie umiejętności. Po awarii Saluta 7, który zaczął dryfować na orbicie w sposób niekontrolowany (z powodu awarii zasilania), postanowiono wysłać misję ratunkową. Wyznaczono do niej właśnie Dżanibekowa oraz znającego świetnie budowę stacji Wiktora Sawinycha. Obaj 6 czerwca 1985 wystartowali na pokładzie Sojuza T-13. Kosmonautom udało się połączyć z lecącą bezwładnie stacją i uruchomić ją, umożliwiając tym samym realizację kolejnych lotów załogowych na jej pokład. Do czasu ponownego uruchomienia systemów stacji obaj pracowali w kosmosie w zimowych ubraniach. 2 sierpnia Dżanibekow przez 5 godzin pracował poza stacją. Po 112 dniach spędzonych kosmosie Dżanibekow powrócił na Ziemię razem z Gieorgijem Grieczką, który przybył na Saluta 7 razem z załogą Sojuza T-14. Władimir Wasiutin, Aleksandr Wołkow oraz Wiktor Sawinych pozostali na stacji jako kolejna stała załoga kompleksu orbitalnego, a kapsuła Sojuza T-13 powróciła na Ziemię 26 września 1985.

## Odznaczenia i nagrody
- Medal „Złota Gwiazda” Bohatera Związku Radzieckiego – dwukrotnie (1978, 1981)
- Order Lenina – pięciokrotnie (1978, 1981, 1982, 1984, 1985)
- Order Czerwonej Gwiazdy (1976)
- Order „Za służbę Ojczyźnie w Siłach Zbrojnych ZSRR” III stopnia (1996)
- Order Przyjaźni (1996)
- Medal „Za zasługi w podboju kosmosu” (2011, Rosja)[2]
- Komandor Legii Honorowej (1982, Francja)
- Legia Honorowa (1978, Francja)
- Złota Gwiazda Bohatera Mongolskiej Republiki Ludowej (1981)
- Order Suche Batora (1981, Mongolia)
- Dyplom FAI im. Władimira M. Komarowa (1978)
- Dyplom FAI im. Siergieja P. Korolowa (1989)
- Universal Astronaut Insignia za lot orbitalny (nr 86) – Stowarzyszenie Uczestników Lotów Kosmicznych (Association of Space Explorers(inne języki))[3]

## Wykaz lotów
| Loty kosmiczne, w których uczestniczył Władimir A. Dżanibekow            | Loty kosmiczne, w których uczestniczył Władimir A. Dżanibekow | Loty kosmiczne, w których uczestniczył Władimir A. Dżanibekow | Loty kosmiczne, w których uczestniczył Władimir A. Dżanibekow | Loty kosmiczne, w których uczestniczył Władimir A. Dżanibekow | Loty kosmiczne, w których uczestniczył Władimir A. Dżanibekow | Loty kosmiczne, w których uczestniczył Władimir A. Dżanibekow |
| №                                                                        | Data startu                                                   | Statek kosmiczny                                              | Data lądowania                                                | Statek kosmiczny                                              | Funkcja                                                       | Czas trwania                                                  |
| ------------------------------------------------------------------------ | ------------------------------------------------------------- | ------------------------------------------------------------- | ------------------------------------------------------------- | ------------------------------------------------------------- | ------------------------------------------------------------- | ------------------------------------------------------------- |
| 1                                                                        | 10 stycznia 1978                                              | Sojuz 27                                                      | 16 stycznia 1978                                              | Sojuz 26                                                      | Dowódca                                                       | 5 dni 22 godziny 58 minut i 58 sekund.                        |
| 2                                                                        | 22 marca 1981                                                 | Sojuz 39                                                      | 30 marca 1981                                                 | Sojuz 39                                                      | Dowódca                                                       | 7 dni 20 godzin 42 minuty i 3 sekundy.                        |
| 3                                                                        | 24 czerwca 1982                                               | Sojuz T-6                                                     | 2 lipca 1982                                                  | Sojuz T-6                                                     | Dowódca                                                       | 7 dni 21 godzin 50 minut i 53 sekundy.                        |
| 4                                                                        | 17 lipca 1984                                                 | Sojuz T-12                                                    | 29 lipca 1984                                                 | Sojuz T-12                                                    | Dowódca                                                       | 11 dni 19 godzin 14 minut i 36 sekund.                        |
| 5                                                                        | 6 czerwca 1985                                                | Sojuz T-13                                                    | 26 września 1985                                              | Sojuz T-13                                                    | Dowódca                                                       | 112 dni 3 godziny 12 minut i 7 sekund.                        |
| Łączny czas spędzony w kosmosie – 145 dni 15 godzin 58 minut i 37 sekund |                                                               |                                                               |                                                               |                                                               |                                                               |                                                               |

## Ciekawostki
Nazwisko "Dżanibekow" Władimir Aleksandrowicz przyjął od żony, po ślubie w 1964 r., gdyż chciał uhonorować jej dziedzictwo — pochodziła ona z arystokratycznego rodu Dżanibega (chana Złotej Ordy) i dzięki przyjęciu jej nazwiska, linia rodowa mogła być kontynuowana. Było to bardzo nietypowe zachowanie jak na warunki lat 60. w ZSRR.
Nazwiskiem Dżanibekowa nazwano zaobserwowane przez niego (w warunkach mikrograwitacji) zjawisko (znane jednak od XIX w.), które w literaturze nazywane jest efektem Dżanibekowa lub "twierdzeniem rakiety tenisowej". Polega ono na pojawianiu się dodatkowej osi obrotu w przypadku wymuszonego obrotu ciała wokół jego pośredniej osi obrotu.